# Sphaerophoria qingbaensis
Sphaerophoria qingbaensis är en tvåvingeart som beskrevs av Huo 2006. Sphaerophoria qingbaensis ingår i släktet sländblomflugor, och familjen blomflugor. Inga underarter finns listade i Catalogue of Life.